# Gary Kemp
Gary James Kemp, född 16 oktober 1959 i Islington i London, är en brittisk musiker, låtskrivare och skådespelare. Han var med och bildade gruppen Spandau Ballet 1979 och är dess gitarrist och huvudsaklige låtskrivare. Han är bror till Martin Kemp, basgitarrist i Spandau Ballet.
Spandau Ballet hade stora framgångar under 1980-talet med hits som To Cut a Long Story Short, Chant No. 1 (I Don't Need This Pressure On), Gold, True och Only When You Leave. Efter en turné 1987 beslutade Gary Kemp liksom sin bror dock att satsa på skådespeleri. De fick huvudrollerna i filmen The Krays och strax därefter splittrades Spandau Ballet. Gary Kemp fortsatte med skådespelandet på 1990-talet och hade 1992 en roll i filmen Bodyguard. 1999 blev Gary Kemp stämd av tre av medlemmarna i Spandau Ballet, Tony Hadley, Steve Norman och John Keeble, för uteblivna royalties, men vann målet i domstolen. Tio år senare återförenades dock Spandau Ballet igen för en turné.
Gary Kemp var gift med skådespelaren Sadie Frost åren 1988–1997.